# Thomas Huston Macbride
Thomas Huston Macbride (ur. 31 lipca 1848 w Rogersville, zm. 27 marca 1934) – amerykański botanik, mykolog i ekolog.

## Życiorys i praca naukowa
Podczas nauki w Lenox College w Hopkinton w stanie Iowa poznał Samuela Calvina. W następnych latach obaj współpracowali przy licznych badaniach botanicznych. W 1869 Macbride, w wieku 21 lat, ukończył studia licencjackie w Monmouth College w Monmouth w stanie Illinois. W następnym roku wstąpił na wydział tej szkoły jako instruktor matematyki i języków nowożytnych. W 1874 r. uzyskał tytuł magistra tejże uczelni. 31 grudnia 1875 ożenił się z Harriet Diffenderfer, studentką college'u, z którą mieli czworo dzieci (dwie córki zmarły w dzieciństwie). 
Calvin, w tym czasie będący już profesorem nauk przyrodniczych na Uniwersytecie Stanu Iowa, zatrudnił Macbride jako asystenta profesora nauk przyrodniczych. Macbride awansował do rangi profesora w 1883 r. W 1902 r. został mianowany kierownikiem uniwersyteckiego Wydziału Botaniki i pełnił funkcję sekretarza wydziału w latach 1887-1893. W 1914 r. został mianowany p.o. rektora, a kilka miesięcy później rektorem. Odszedł ze służby uniwersyteckiej w 1916 roku.
Oprócz swoich obowiązków dydaktycznych i administracyjnych Macbride był w dużej mierze odpowiedzialny za wczesny rozwój programu rozbudowy uniwersytetu; wykładał w wielu miastach Iowa i promował koncepcję uniwersytetu jako usługi publicznej na rzecz obywateli stanu. Pełnił funkcję wiceprezesa American Association for the Advancement of Science, przewodniczył sekcji botaniki i był prezesem Akademii Nauk w Iowa. Jego inne członkostwo zawodowe obejmowało American Forestry Association, National Conservation Association i Botany Society of America, był także członkiem Geological Society of America. Macbride przewodniczył Komisji Leśnictwa Iowa, służył w Państwowej Komisji Konserwatorskiej i miał duży wkład w projekty i publikacje Iowa Geological Survey. Pracując z Geological Survey, Macbride podróżował po całym stanie, w szczególności po regionie Okoboji Lakes w północno-zachodniej części stanu Iowa, gdzie w 1909 r. założył Iowa Lakeside Laboratory, pięcioakrowy obszar nad Zatoką Millera, nad jeziorem West Okoboji. Laboratorium, w połączeniu z obiektami kampusu w Iowa City, dało naukowcom możliwość zbadania zagadnień botanicznych związanych z rolnictwem i chorobami roślin, a także badań nad mokradłami i preriami. Zostania pierwszym prezesem Iowa Park and Forestry Association, zorganizowanego w 1901 roku.
Stał się autorytetem w dziedzinie grzybów dzięki swojej książce z 1899 roku, North American Slime Moulds, pracy, która stała się standardowym podręcznikiem w wielu klasach uczelni. Był także autorem licznych publikacji popularnonaukowych i naukowych, a w 1928 opublikował osobisty pamiętnik In Cabins and Sod-Houses. Z wielką pasją promował rozwój parków stanowych i lokalnych, w tym jeziora i parku noszących jego imię w Johnson County, na północ od Iowa City. Po przejściu na emeryturę z uniwersytetu w 1916 roku Thomas i Harriet Macbride przenieśli się do Seattle, gdzie mogli być blisko syna i córki Jean Macbride.
W naukowych nazwach utworzonych przez niego taksonów dodawane jest skrót jego nazwiska T. Macbr.